# Monceau-Saint-Waast
Monceau-Saint-Waast è un comune francese di 510 abitanti situato nel dipartimento del Nord nella regione dell'Alta Francia.
Il territorio comunale è bagnato dal fiume Tarsy.

## Società

### Evoluzione demografica
Abitanti censiti